# Baptiste Renard
Jean Pierre Louis Renard, dit Baptiste Renard, né à Brestot le 1er octobre 1768 et mort à Manneville-sur-Risle le 10 mai 1827, est un valet de chambre du général Dumouriez qui a joué un rôle considéré comme décisif au cours de la bataille de Jemappes, le 6 novembre 1792. Pour ses exploits, il reçut les félicitations de la Convention nationale et fut nommé capitaine. Après avoir suivi Dumouriez dans son exil, il revint finir sa vie dans sa région d'origine dans des conditions misérables.

## Biographie

### Jeunesse
Baptiste Renard nait à Brestot le 1er octobre 1768 dans une famille pauvre. Très jeune, il est employé comme domestique par le président de l'élection de la ville voisine de Pont-Audemer. Ceci explique probablement la confusion régnant autour de ses prénoms : « Jean Pierre Louis » sur son acte de naissance, « Jean Baptiste » sur son acte de décès et simplement « Baptiste » tout au long de sa vie. En effet, il était fréquemment d'usage de donner aux domestiques un prénom de fantaisie, prénom qui le suivait chez ses employeurs successifs et devenait finalement son prénom usuel. Dans cette ville résident une tante et une cousine du futur général Dumouriez, cousine qui deviendra son épouse en 1774. C'est au cours d'une visite de Dumouriez dans sa belle-famille que Baptiste Renard passe à son service en 1785, sur la recommandation de ladite tante. Du propre aveu de l'intéressé, s'étant concilié l'estime et la confiance du général : « ... mon état de domesticité n'eut pour moi rien que d'agréable. ».

### La bataille de Jemappes
Dumouriez étant nommé à la tête de l'armée du Nord en 1791, Renard le suit et assiste à toutes les batailles qu'il livre. Le 6 novembre 1792 il est présent à la bataille de Jemappes. Au cours des combats, une trouée au centre du village qui devait être occupée par sept escadrons de dragons et de hussards, se trouve brusquement dégarnie par une brigade qui se réfugie derrière une maison en voyant arriver la cavalerie ennemie. C'est alors qu'il engage l'action qui va le rendre célèbre :
« Dans le moment, le jeune Baptiste Renard, valet de chambre du général, inspiré par un mouvement héroïque et par l'attachement à son maître, part au grand galop, va trouver le général Drouin qui commandait cette brigade, lui fait honte de sa retraite, ramène la brigade, occupe la trouée, va trouver les sept escadrons que le mouvement timide de cette infanterie avait arrêtés, les conduits dans la trouée et vient retrouver son maître après avoir rétabli le combat. ».
Dans ses mémoires, le général Dumouriez considère que le succès de la bataille est dû principalement, pour leurs actions décisives : 1° au colonel Thouvenot ; 2° au duc de Chartes (futur Louis-Philippe Ier) ; 3° à lui-même ;  4° « Au valet de chambre du général, Baptiste Renard, qui, par une présence d'esprit et un courage étonnants, répara la faute du général Drouin, et rallia la brigade de ce dernier, et la cavalerie qu'un moment d'hésitation avait arrêtée. ».
Dès le lendemain, une fois la ville de Mons investie, le général envoie son aide de camp Larue présenter à la Convention nationale une lettre relatant la bataille et les exploits de son valet de chambre et le fait accompagner par ce dernier. Le 9 novembre 1792, Larue lit la lettre à la tribune de la Convention qui relate les actions héroïques de Renard et le fait applaudir à ses côtés. À la suite de quoi :
« La Convention nationale décrète que le citoyen Baptiste Renard, qui a rallié à la bataille de Jemappes un bataillon de dragons et quatre régiments de volontaires, recevra le baiser fraternel du président de la Convention, qu'il sera armé, équipé et monté aux frais de la République & que le ministre de la guerre autorisera le général Dumouriez à lui demander une place, dans son armée, pour Baptiste Renard. ».
Il reçoit le grade de capitaine aide de camp et un sabre portant gravée l'inscription : « Donné par la Convention à Baptiste Renard, pour la récompense de la prise de Mons. »
Telle est alors sa renommée que, dès le 12 novembre, il remplace Dumouriez en qualité de parrain laïc de la fille du citoyen Lebrun, ministre des affaires étrangères, qui porte les improbables prénoms de Civilis Victoire Jemmapes Dumouriez.  
Lorsque la nouvelle de ses exploits parvient dans son village natal, une fête patriotique est organisée en son honneur et sa mère portée en triomphe. Lorsque l'agent national qui préside l'évènement demande à cette dernière si elle désire une rémunération quelconque, elle lui répond : « Puisque vous avez tant de bonté, j'accepterai volontiers un jupon pour remplacer celui-ci qui est bien vieux. ».

### Trahison involontaire, exil et errance
Fidèle à son protecteur, Renard le suit sur tous les champs de bataille successifs jusqu'au désastre de la Bataille de Neerwinden, le 18 mars 1793, qui marque la fin des succès des armées de la Révolution et entraine l'évacuation de la Belgique. Dumouriez est désormais fortement critiqué, tant à Paris que dans ses propres troupes. Le 31 mars 1793 il est victime d'une tentative d'attentat par six Volontaires du bataillon de la Marne et doit son salut à Renard qui s'interpose et appelle la garde. Le 2 avril 1793, plusieurs envoyés de la Convention lui enjoignent de se présenter devant la représentation nationale. Menacé d'être traduit devant le Tribunal révolutionnaire, le général les fait arrêter et livrer au quartier général des Autrichiens à Tournai. Le lendemain, il tente vainement de soulever ses troupes. 
Dumouriez décide alors de passer à l'ennemi et franchit les lignes  adverses le 5 avril, suivi par la plupart de ses généraux et d'une partie du régiment de hussards de Bercheny. Renard l'accompagne dans sa voiture, mais, dans une pétition adressée en son nom ultérieurement au ministre de la Justice par Alexandre Romain Crochon il affirme ne pas avoir été mis au courant de sa destination finale et n'avoir compris ce qui se passait qu'en essuyant un feu nourri de mousqueterie provenant des lignes françaises à leur passage : « Alors nous ne doutâmes plus qu'on avait abusé de notre soumission aux ordres d'un chef supérieur ; mais le moyen de rétrograder ! ».
Réfugiés à Bruxelles, puis à Stuttgart le 23 avril, les transfuges sont rapidement à court de ressources, le général Dumouriez ayant lui-même du mal à subvenir à ses propres besoins. Après avoir erré quelque temps, Renard reçoit de son mentor une pièce d'or qui lui permet d'envisager son retour en France. Arrêté en route par les troupes bavaroises, il est emprisonné trois mois. Une fois libéré il se rend à Hambourg où il rencontre un tapissier qui accepte de lui apprendre son métier, en échange de quoi il travaille pour son compte jusqu'en l'an VIII (1799). Des rumeurs de paix lui donnent à nouveau l'envie de retourner dans son pays. Avec quelques difficultés, il obtient un passeport lui permettant de rejoindre Dijon où une nouvelle armée est en formation. Il forme le projet de commencer par rejoindre son village natal de Brestot où il espère recevoir le meilleur accueil et reprendre contact avec sa famille.

### Accusation infondée
Le 28 nivôse an VIII (18 janvier 1800) il arrive, épuisé, au hameau de La Chapelle-Brestot, distant d'un kilomètre de son but. Après s'être restauré de pain et de cidre il reprend sa route, mais se trouve entouré de soldats qui sont à la recherche de malfaiteurs ayant dérobé des deniers publics dans la commune proche de Rougemontiers. Arrêté, conduit devant le maire de Brestot puis devant le sous-préfet, il est soupçonné d'avoir participé au larcin, d'autant que sa trahison apparente et son long exil le vouent à la rancœur publique. Emprisonné sans motif réel, il trouve quelques soutiens auprès des autorités de Pont-Audemer, en particulier celui d'Alexandre Romain Crochon, représentant de l'Eure au conseil des Cinq-cents, qui adresse au ministre de la Justice une pétition, rédigée en son nom, qui le réhabilite aux yeux de ses concitoyens. Transféré à Paris le 5 ventôse (24 février 1800), il est rapidement acquitté et peut enfin revenir s'installer à Brestot chez sa mère.

### Fin de vie misérable
Il s'installe finalement dans le tout proche village de Cauverville, dans une modeste demeure, en fait un ancien fournil. Sans aucune fortune personnelle, il est réduit à se faire barbier, ou peintre lorsque l'occasion se présente, puis rempailleur de chaises. Mais ces petits emplois ne lui permettent pas de subvenir à ses besoins les plus élémentaires. Plutôt que d'être réduit à la mendicité, il choisit de mettre fin à ses jours en se noyant dans la Risle, à Manneville-sur-Risle, le matin du 10 mai 1827.

## Interrogations
Selon un de ses voisins qui le côtoyait fréquemment à la fin de sa vie, Renard restait évasif  sur les évènements qui l'avaient rendu célèbre et semblait vouloir éviter d'en parler. Alfred Canel prête à Louis Blanc des interrogations sévères sur le rôle réellement tenu par Renard dans la bataille, allant jusqu'à le qualifier de « prétendu vainqueur de Jemmapes ». Le général aurait-il volontairement « arrangé » les faits pour mettre en valeur le jeune duc de Chartres (futur Louis-Philippe) et son propre valet ? Si l'on peut comprendre l’intérêt politique à promouvoir le premier, l'enjeu paraît bien faible pour le second.
Il est vrai que Dumouriez prenait aisément des libertés avec la vérité, évaluant les pertes françaises de la bataille à seulement trois cents morts et six cents blessés, alors que les estimations des historiens vont de mille morts et mille blessés à plus de quatre mille morts et blessés. Par ailleurs, dans sa relation officielle de la bataille, il indique que Renard avait « ... rallié un régiment de dragons et deux bataillons de gardes nationaux. », tandis que, dans ses mémoires, il fait état d'une brigade et de sept escadrons, ce qui n'est pas exactement la même chose.

## Honneurs
- Une rue Baptiste-Renard dans le 13e arrondissement de Paris.
- Une rue dans son village natal de Brestot. À l'occasion du centenaire de la bataille de Jemappes (1892), un comité local s'était constitué pour lancer une souscription destinée à ériger un monument à son souvenir sur la place du village[17]. Il semble que le projet n'a abouti qu'à une modeste plaque commémorative.